# Liste des ducs d'Aragvi
Cet article présente la liste des ducs d'Aragvi, une région du nord de la Géorgie.

## Liste

### Chabouridze
- v. 1380 : Michel/Mikhay Ier
- v. 1430 : Schansché Ier
- v. 1440 : Nougzar Ier
- v. 1465-1474 : Vameq Ier

### Sidamoni
- 1578-1580 : Jason Ier Sidamoni
- 1580-1600  : Avtandil Ier son fils
- 1600-1618 : Nougzar Sidamoni, fils de Baadour et petit-fils de Jason Ier (neveu du précédent).
- 1618-1620 : Baadour/Baindour Ier son fils,
- 1620–1629 : Zourab Ier Sidamoni son frère,
- 1630-1635 : David Ier son frère,
- 1635–1659 : Zaal Ier  son frère,
- 1659-1670 : Ottar Ier fils de Georges (5e fils de Nougzar Ier) et neveu du précédent
- 1670-1687 : Révaz Ier dernier fils de Nougzar Ier
- 1687-1688 : Jason II fils de Georges et frère d'Ottar Ier
- 1688-1696 : Georges Ier fils d'Ottar Ier
- 1696-1696 : Baadour II fils de Zourab Ier
- 1696-1723 : Georges Ier rétabli
- 1723-1725 : Ottar II fils de Georges Ier
- 1725-1729 : Teimouraz Ier fils de Jason II
- 1729-1729 : Révaz II fils de Jason II
- 1729-1731 : Papouna Ier fils de Zourab Ier
- 1731-1739 : Bardzim Ier fils de Georges Ier
- 1739-1743 : Béjan Ier Sidamoni fils de Révaz II

### Amilakhvari
- Déchéance de la dynastie Sidamoni
- 1743-1747 : Giv II prince Amilakhvari
- 1747 : Annexion au royaume de Karthlie-Kakhétie

### Bagrations
- 1747–1756 : Vakhtang Ier Bagration (1738-1756), fils du roi Eréklé II et de la princesse Kethavan Qaphlanischvili-Orbéliani.
1751-1753 : régence de Djimscher, prince Iroubakidzé-Tcholaqaschvili
- 1756-1766 : Vacance
- 1766-1781 : Léon Ier Bagration (1756-1781), fils du roi Eréklé II et de la reine Daria de Mingrélie.
- 1782–1801 : Vakhtang II Bagration (1761-1814), autre fils du roi Eréklé II et de la reine Daria de Mingrélie.
- 1801 annexion à l'Empire russe

### Sources
- Cyrille Toumanoff, Les dynasties de la Caucasie chrétienne de l'Antiquité jusqu'au XIXe siècle : Tables généalogiques et chronologiques, Rome, 1990, p. 537.